# Horst Hensel
Horst Hensel (* 2. Mai 1947 in Westick bei Kamen) ist ein deutscher Schulpädagoge und Schriftsteller.

## Leben
Hensel wurde in einer Bergarbeiterfamilie im Ruhrgebiet geboren, erlernte ein Elektrohandwerk, studierte später Politik, Geschichte, Wirtschaft und Pädagogik in München und Dortmund, wo er zum Dr. paed. promoviert wurde.
Als Lehrer arbeitete er an der Gesamtschule in Kamen. Zugleich war er Mitherausgeber und Redakteur pädagogischer Fachzeitschriften, zum Beispiel der Zeitschrift Demokratische Erziehung. Darüber hinaus war und ist er an deutschen und ausländischen Hochschulen tätig, in Bielefeld von 1975 bis 1978 als Hochschulassistent und ab den 1990er Jahren als Gastdozent an der Autorenhochschule in Leipzig, der Tongji-Universität in Shanghai und der Fremdsprachenuniversität in Guangzhou (Kanton) sowie an der Freien Universität in Berlin. Seine Lehraufträge erstrecken sich von der Schulpädagogik über die deutsche Literaturgeschichte und Literatursoziologie bis zur Sprachpolitik.
Von 1977 bis 1979 war Hensel Bundesvorsitzender des Werkkreises Literatur der Arbeitswelt, 1993 gründete er in Kamen die Bürgerinitiative Runder Tisch gegen fremdenfeindliche Gewalt und von 1999 bis 2002 war er stellvertretender Bundesvorsitzender des Vereins Deutsche Sprache.
Seit 2002 ist er ehrenamtlicher Vorstandsvorsitzender des Lokalradios Antenne Unna in Nordrhein-Westfalen. Hensel wohnt in Kamen und Gütersloh, wo er in zweiter Ehe verheiratet ist. Er ist Vater von zwei Töchtern aus erster Ehe.
Als Autor veröffentlichte Hensel bisher zwei Dutzend Bücher, darunter Romane, Gedichte, Kinderbücher, Sammelbände mit Reportagen und Essays und Bücher zur Schulpädagogik, zur Literatursoziologie und Sprachpolitik. Außerdem schreibt er Hörspiele, Theaterstücke und Opern-Libretti und war Mitautor von Fernsehreportagen. Er hat rund 200 Aufsätze und Essays zur Schulpädagogik, Geschichte, Politik, Literatur, Kunst und Kultur in verschiedenen Zeitungen, Zeitschriften und Fachzeitschriften veröffentlicht. Hensel hat einen Literaturpreis für Lyrik („Der arme Poet“ / Buchmesse Frankfurt am Main 1979) und einen für Hörspiele (Hörspielwettbewerb beim Förderpreis Literaturpreis Ruhrgebiet 1988) erhalten.
Er ist Mitglied im PEN-Zentrum Deutschland.

### Sonstiges
Sein Vorlass befindet sich im Fritz-Hüser-Institut für Literatur und Kultur der Arbeitswelt in Dortmund.

## Werke
Seine selbständigen literarischen und pädagogischen Veröffentlichungen sowie Veröffentlichungen zur Literatursoziologie und Sprachpolitik sind in chronologischer Reihung folgende:
Belletristik
- In den Scherben deiner Augen. Gedichte (1979)
- Aufstiegsversagen. Roman (1984)
- Die Sehnsucht der Rosa Luxemburg. Roman (1987)
- Geschichten vom starken Balthasar. Kinderbuch (1989)
- Der Name Mathilde. Hörspielheft (1990)
- Hyänengelächter. Lesestücke auf einen deutschen Herbst (1990)
- Neue Geschichten vom starken Balthasar. Kinderbuch (1990)
- Garten Eden. Biblische Geschichten und andere Texte (1991)
- (mit Heinrich Peuckmann) Natal. Stück (1991)
- Westfälischer Herbst. Balladen und Gedichte (1993)
- (mit Heinrich Peuckmann) Die Bandel-Barrikade. Stück (1994)
- Majoks Spiel. Jugendroman (1997)
- Elli Randelli und Tina Lu oder Was mit Bildern bei Vollmond geschieht. Kinderbuch (1998)
- Esthers zweite Reise nach Schanghai. Roman (1999)
- Stauffenbergs Asche. Roman (2001)
- Sturzacker. Roman (2005)
- Tango, Trug und Teufel. Kriminalroman (2006)
- In guter Gesellschaft (2008)
- Tango und Theater (2009)
- Brot & Spiele (2011)
- Externsteine, Sonnenwende: Reisereportagen (2012)
- Runterricht – 150 Notizen aus dem Schulalltag (2013)
- Salz & Eisen. Roman, drei Bände, IFB Verlag Deutsche Sprache, Paderborn 2024, ISBN 978-3-949233-14-2

Pädagogik
- Neun mal Schulwetter (1981)
- Die neuen Kinder und die Erosion der alten Schule. Ein Essay zur inneren Schulreform (1993,7. aktualisierte und neubearbeitete Auflage 1995)
- Die autonome öffentliche Schule. Das Modell des neuen Schulsystems (1995)
- Erziehungsnotstand. Eine Streitschrift für Erziehungspolitik (2002)
- Erziehen lernen. Streitschrift wider die Konsenspädagogik (2005)
- Literatursoziologie und Sprachpolitik: Werkkreis oder Die Organisierung politischer Literaturarbeit (1980)
- Sprachverfall und kulturelle Selbstaufgabe. Eine Streitschrift (1999, 3. Auflage 2000).